# Visby
Visby (tradicionalmente en español, Visbia, hoy en desuso) es la mayor ciudad en la isla sueca de Gotlandia así como capital de la provincia de Gotlandia. Es una de las ciudades medievales mejor preservadas de Escandinavia, por lo que fue declarada en 1995 por la Unesco como Patrimonio de la Humanidad. Respecto a sus edificios históricos, entre los más notables están la muralla de piedra de 3,4 km de longitud llamada «Ringmuren» que rodea la ciudad, y las ruinas de la iglesia vieja. El nombre «Visby» proviene del nórdico antiguo «Vi», que significa ‘lugar de sacrificios’.

## Historia

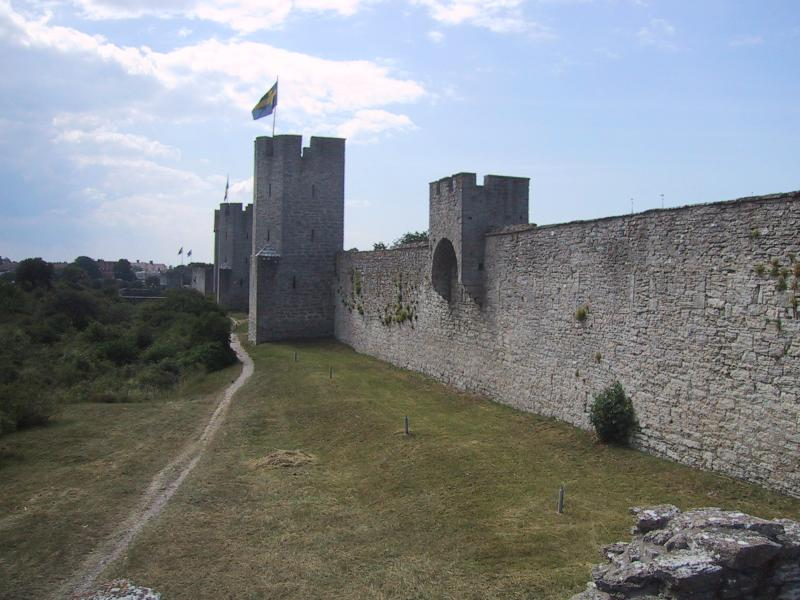
Ringmuren de Visby

Su historia se remonta a la época de los vikingos, quienes solían hacer escala en la isla antes de cruzar el mar Báltico. Una vez iniciada la Edad Media, la ciudad creció, producto de la actividad comercial de la Liga Hanseática.
En 1361 el rey danés Valdemar Atterdag encabezó un ejército de mercenarios que invadió Gotlandia en el marco de la guerra danesa-hanseática, culminando en la batalla de Visby. Los nobles se rindieron sin objeciones (a pesar de tener buenas posibilidades gracias a las murallas que rodeaban la ciudad) después de que un ejército de campesinos fuera cruelmente derrotado en la batalla que se libró extramuros.
Esta invasión provocó la movilización de la Liga Hanseática, que obligó al rey Valdemar Atterdag a pagar una fuerte indemnización y ceder territorios a la Liga.

## Semana Medieval en Visby
Los habitantes de Visby celebran cada agosto la Semana Medieval (en sueco, Medeltidsveckan). Durante ocho días, la ciudad sueca se viste de Medioevo para rememorar esta época: no solo se recrean los escenarios de los siglos XIV y XV, sino que, además, se organizan duelos entre caballeros, se representan obras de teatro medievales, se imparten conferencias, etc.; todo ello con la música más popular de aquella época de fondo.
Además de por la Semana Medieval, esta ciudad es conocida por haber acogido el rodaje de la popular serie infantil Pipi Calzaslargas. De hecho, en la oficina de turismo, se puede comprar un mapa de la ciudad donde se señalan las localizaciones de la serie. A pocos kilómetros de Visby, está Kneippbyn, una especie de parque de atracciones y aquapark dentro del cual está la auténtica Villa Kunterbunt o, mejor dicho, Villa Villekulla, en sueco. Un avispado empresario compró la casa después del rodaje y la convirtió en museo y centro de peregrinaje para los seguidores de la serie de todo el mundo.